# レークイオ・ターナロ
レークイオ・ターナロ（伊: Lequio Tanaro）は、イタリア共和国ピエモンテ州クーネオ県にある、人口約800人の基礎自治体（コムーネ）。

## 地理

### 位置・広がり

#### 隣接コムーネ
隣接するコムーネは以下の通り。
- ベーネ・ヴァジエンナ
- ドリアーニ
- ファリリアーノ
- モンキエーロ
- ナルゾーレ
- ノヴェッロ
- ピオッツォ

#### 地震分類
イタリアの地震リスク階級 (it) では、4 
に分類される。